# Cristo in pietà (Bramantino)
Il Compianto su Cristo Morto è un affresco staccato (96x154 cm) di Bramantino, databile al 1475-1500 circa e conservato nella Pinacoteca Ambrosiana a Milano.

## Storia e descrizione
L'opera, a forma di lunetta privata della parte inferiore, decorava il portale della chiesa di San Sepolcro di Milano.
La scena mostra il Cristo morto tenuto dalla Vergine e con le braccia rette rispettivamente da san Giovanni, che si asciuga una lacrima con la mano, e la Maddalena. A sinistra si affacciano due figure in piedi, una delle quali è sant'Antonio Abate. Sullo sfondo una veduta prospettica suggerisce che la navata della basilica prosegua idealmente verso il Monte Calvario, ed effettivamente dietro all'altare della chiesa, dedicata al Santo Sepolcro di Cristo, era allestita una rappresentazione simbolica legata ai misteri della Passione, quasi a costituire, assieme ad altre immagini disseminate per la basilica, una sorta di sacro monte urbano.
L’opera viene citata da Vasari nelle Le vite de' più eccellenti pittori, scultori e architettori affermando: “Et ho veduto in Milano, sopra la porta della chiesa di San Sepolcro, un Cristo morto fatto da lui in iscorto; nel quale, ancora che tutta la pittura non sia più che un braccio di altezza, egli nientedimanco nella brevità dello spazio ha voluto mostrare la lunghezza dello impossibile con la facilità e virtú dello ingegno suo.”
Nonostante il cattivo stato di conservazione dovuto all'esposizione alle intemperie, il dipinto, nella parte superstite, mostra ancora finezze descrittive come le velature trasparenti di colore, la luminosità spiccata e diffusa, la spazialità molto profonda. Evidenti sono le derivazioni da Bramante, legate a sperimentazioni spaziali derivate dall'esempio di Mantegna.